# Uden Fædreland
Uden Fædreland er en stumfilm instrueret af Holger-Madsen.